# Trutklobbarna, Kristinestad
Trutklobbarna är en ö i Finland. Den ligger i Bottenhavet och i kommunen Kristinestad i den ekonomiska regionen  Sydösterbotten i landskapet Österbotten, i den västra delen av landet. Ön ligger omkring 110 kilometer söder om Vasa och omkring 290 kilometer nordväst om Helsingfors.
Öns area är 16,7 hektar och dess största längd är 1 kilometer i nord-sydlig riktning.